# Стяжкин, Иван Яковлевич
Иван Яковлевич Стяжкин (16 [28] июня 1877, Бирск, Уфимская губерния — 29 августа 1965, Каменск-Уральский, Свердловская область) — фольклорист, краевед, один из первооткрывателей бокситового месторождения под Каменском-Уральским, основатель краеведческого музея в поселке Колчедан в 1918 году и Каменск-Уральского краеведческого музея в 1924 году, почётный гражданин Каменска-Уральского.

## Биография

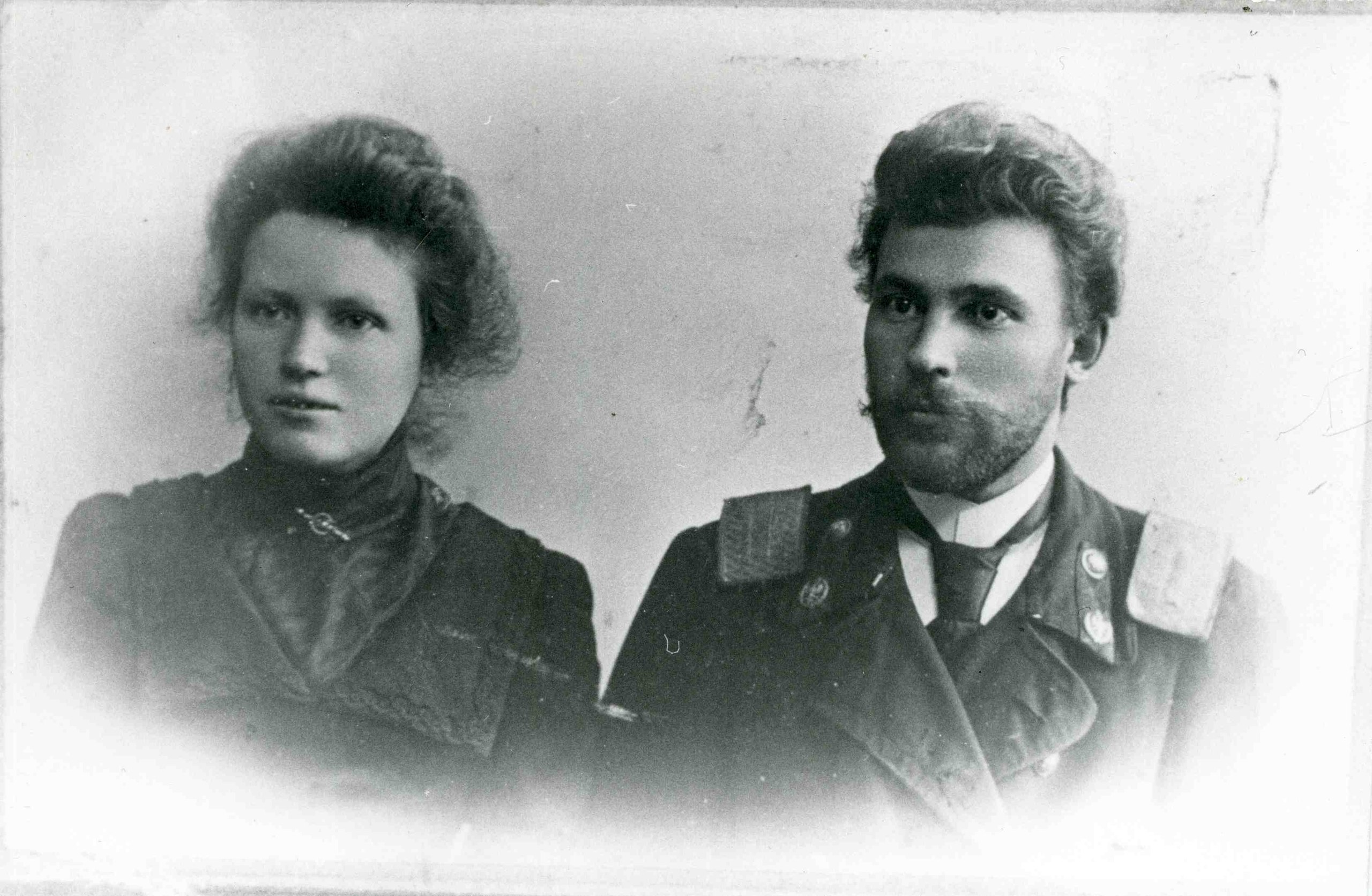
Иван Яковлевич с супругой

Иван родился 16 июня 1877 года в Бирске Уфимской губернии в семье крестьянина. С 1885 года учился в приходской школе, затем учёба в уездном училище, которое закончил в 1891 году. В 1892—1895 годах учёба в Бирской инородской школе.
С 1895 года работал помощником учителя Знаменского народного училища, переехав по назначению в Камышловский уезд Пермской губернии. Затем переехал в Колчедан, где выращивал сад «больше сорока сортов яблонь», плюс киви (актинидия), абрикос, айва, разные сорта смородины, крыжовника и т. д., но виноград регулярно вымерзал, несколько попыток не принесли успех.
В 1906 году открыл впервые метеостанцию третьего разряда (дождемерный пункт), а позднее садово-метеорологическую станцию второго разряда.
В феврале 1923 года переехал из деревни Евсиковой (Кликиной) в Каменск. И с 20 февраля 1923 года работал в Каменской школе второй ступени учителем сельского хозяйства и естествознания.
В 1942—1945 годах работал на метеостанции при Уральском алюминиевом заводе.
Память
В память И. Я. Стяжкина названа ежегодно проводимая городская традиционная научно-практическая краеведческая конференция Стяжкинские чтения.
Каменск-Уральский краеведческий музей носит имя И. Я. Стяжкина.

## Каменск-Уральский краеведческий музей
Будучи преподавателем стал собирать для наглядного пособия коллекцию растений и минералов. В 1902 году будучи преподавателем Колчеданского мужского училища стал собирать различные образцы минералов и гербарий. В 1905 году организовал небольшой школьный музей, в который вошли экспонаты, подаренные УОЛЕ. В 1918 году переехал в село Щербаковское, часть экспонатов были перевезены, а часть осталось в школе.
Иван Яковлевич открыл краеведческий музей в Каменске 5 мая 1924 года. В 1924—1931 годах работал на общественных началах, в 1931—1937 годах был заведующим музея, в 1937—1947 годах — директор, а в 1947—1950 годах — научный сотрудник.

## Награды
За свои достижения Иван Яковлевич был награждён:
- 1897 — медаль «За труды по первой всеобщей переписи населения» «за участие в переписи населения 1897 года»;
- 1908 — серебряная медаль «за услуги в деле народного просвещения»;
- 1912 — почётное звание члена-корреспондента УОЛЕ;
- 1913 — корреспондент Главной физической обсерватории Петербургской академии наук;
- 1914 — медаль «В память 300-летия царствования дома Романовых»;
- 1935 — премия от Уральской областной комиссии за открытие бокситового месторождения;
- 1946 — медаль «За доблестный труд в Великой Отечественной войне 1941—1945 гг.»;
- 1955 — медаль «В ознаменование 100-летия со дня рождения И. В. Мичурина»;
- 1999 — почётный гражданин города Каменск-Уральского решением Каменск-Уральской городской Думы № 226 от 28.05.1999 года «за неоценимые услуги перед городом в области истории и культуры».

## Публикации
- Стяжкин И. Я. Из камышловских этнографических наблюдений // Пермский краеведческий сборник. Вып. 4. — Пермь, 1928;
- Стяжкин И. Я. Народная литература Камышловского уезда (1896—1915) // Локальные традиции и жанровые формы фольклора. — Кемерово, 1992.
- Уральские сказки [Текст]/ ред. О. В. Востриков — Екатеринбург: Свердл. обл. дом фольклора, 2002. — 347с. — ISBN 978-5-900879-34-5
- Уральские песни, сказки и обычаи из собрания И. Я. Стяжкина «Народная литература Камышловского уезда Пермской губернии». Т. 1. — Екатеринбург: Уральское литературное агентство, 2014. — 400 с. — ISBN 978-5-905095-08-5